# Simply Red 25: The Greatest Hits
Simply Red 25: The Greatest Hits è una raccolta del gruppo musicale britannico Simply Red, pubblicata il 17 novembre 2008.
Ripercorre i 25 anni di carriera del gruppo, dal 1984 al 2008, e contiene i loro maggiori successi più la cover inedita Go Now di Bessie Banks.
In Europa è stata distribuita in formato doppio disco, mentre negli Stati Uniti in edizione singola. È stata anche pubblicato un DVD con 25 videoclip; ma al posto di Go Now c'è Infidelity.

## Il tour
Il relativo tour, il Greatest hits tour 2009, inizia in Germania e termina in Irlanda, passando per l'Italia. All'esibizione di Milano, il gruppo ha avuto come apri concerto la cantante Noemi.

## Tracce

### Disco 1
1. Sunrise – 3:19 – da Home
2. Stars – 4:08 – da Stars
3. A New Flame – 3:57 – da A New Flame
4. Holding Back the Years – 4:11 – da Picture Book
5. It's Only Love – 3:52 – da A New Flame
6. The Right Thing – 4:22 – da Men and Women
7. Your Mirror – 4:04 – da Stars
8. For Your Babies – 4:17 – da Stars
9. The Air That I Breathe – 4:21 – da Blue
10. Night Nurse – 3:54 – da Blue
11. Ain't That a Lotta Love – 3:53 – da Love and the Russian Winter
12. Fake – 3:46 – da Home
13. Ev'ry Time We Say Goodbye (Versione 2005) – 3:06 – da Simplified

### Disco 2
1. You've Got It – 3:57 – da A New Flame
2. Say You Love Me – 3:44 – da Blue
3. So Not Over You – 3:37 – da Stay
4. Angel – 4:00 – da Greatest Hits
5. Never Never Love – 4:07 – da Life
6. Home – 3:33 – da Home
7. You Make Me Feel Brand New – 5:04 – da Home
8. Something Got Me Started – 3:59 – da Stars
9. Money's Too Tight (to Mention) – 4:29 – da Picture Book
10. Fairground – 4:26 – da Life
11. If You Don't Know Me by Now – 3:26 – da A New Flame
12. Go Now – 3:27 – inedito

### Edizione standard
1. Sunrise – 3:19 – da Home
2. Stars – 4:08 – da Stars
3. A New Flame – 3:57 – da A New Flame
4. Holding Back the Years – 4:11 – da Picture Book
5. It's Only Love – 3:52 – da A New Flame
6. The Right Thing – 4:22 – da Men and Women
7. Your Mirror – 4:04 – da Stars
8. For Your Babies – 4:17 – da Stars
9. Fake – 3:46 – da Home
10. You've Got It – 3:57 – da A New Flame
11. Say You Love Me – 3:44 – da Blue
12. So Not Over You – 3:37 – da Stay
13. Angel – 4:00 – da Greatest Hits
14. Never Never Love – 4:07 – da Life
15. You Make Me Feel Brand New – 5:04 – da Home
16. Something Got Me Started – 3:59 – da Stars
17. Money's Too Tight (to Mention) – 4:29 – da Picture Book
18. Fairground – 4:26 – da Life
19. If You Don't Know Me by Now – 3:26 – da A New Flame

### Edizione DVD
1. Money's Too Tight (to Mention)
2. Holding Back the Years
3. The Right Thing
4. Infidelity
5. Ev'ry Time We Say Goodbye
6. It's Only Love
7. A New Flame
8. If You Don't Know Me by Now
9. You've Got It
10. Stars
11. Something Got Me Started
12. Your Mirror
13. For Your Babies
14. Fairground
15. Never Never Love
16. Angel
17. Night Nurse
18. Say You Love Me
19. The Air That I Breathe
20. Ain't That a Lot of Love
21. Sunrise
22. Fake
23. You Make Me Feel Brand New
24. Home
25. So Not Over You

## Classifiche
| Classifica (2008) | Posizione massima |
| ----------------- | ----------------- |
| Austria           | 25                |
| Belgio (Fiandre)  | 14                |
| Belgio (Vallonia) | 43                |
| Danimarca         | 11                |
| Germania          | 17                |
| Italia            | 19                |
| Nuova Zelanda     | 11                |
| Paesi Bassi       | 3                 |
| Portogallo        | 8                 |
| Regno Unito       | 9                 |
| Svizzera          | 22                |